# 公転
公転（こうてん）とは、ある物体が別の物体を中心にした円又は楕円の軌道に沿って回る運動の物理学用語である。
地球は太陽を中心に公転している。太陽と地球の質量比は約330000:1なので図の上の場合に当たる（ただし実際の太陽系では、最も重力が大きい木星の影響を太陽系の惑星が受けている）。

## 天文学
天文学で言う公転は、ある天体が系の重心の周りを周回することを指す。たとえば、「地球は太陽の周りを公転している」などと言う。系の重心に恒星が存在する場合、この星を主星と呼び、公転する星を伴星と呼ぶ。また、惑星の周囲を衛星が周回する場合や渦巻銀河の内部で恒星が周回する運動も公転と呼ぶ。
公転運動の重心に常に天体が存在するとは限らない。例えば質量の差が大きくない2つの恒星が連星を作っているような場合には、系の重心は2つの星の間に位置する。
また、公転する物体は恒星や惑星、衛星に限らず、塵やガスなどが公転している系も数多く存在する。太陽系の例では、木星、土星、天王星などの惑星の環は塵や氷などの小さな粒子からできていて、これらの粒子がそれぞれの惑星の周りを公転しているものと考えられている。ブラックホールなどでは、吸い込まれる物質がブラックホールの周囲に集まって公転運動を行い、円盤を形成する。これを降着円盤という。
公転運動の元となる重力源の質量が重力源から公転天体までの距離によらず一定の場合には、公転周期の2乗が軌道長半径の3乗に比例するというケプラーの第三法則が成り立つ。銀河内部の恒星の公転運動などの場合には、銀河の物質が銀河中心からの距離に従って連続的に分布しているため、恒星の公転運動は銀河中心からその恒星の位置までの間に分布している銀河物質全体からの重力で決まる。
天体自らがコマのように回転している事は、自転という。
火星の公転の見え方は実際の火星の動きとは異なっていて、きれいな楕円形を描くようには見えない。これは地球の公転と火星の公転の速さが違うためである。

### 公転軌道
太陽系においては、惑星や彗星・小惑星などが主星である太陽の周りを公転している。これらの公転軌道面はほぼ同一平面上にあり揺れ幅は数度である。各天体の軌道面を観測する場合に基準面として、地球の公転面である「黄道面」、主星である太陽以外のすべての天体の惑星の軌道を加重平均したものである「不変面」、太陽系のほとんどの質量を抱える「太陽の赤道面」などを基準に傾斜が測られる。下表参照。
太陽系の主な衛星、特に巨大ガス惑星である木星や土星の衛星の公転軌道は、それらの主星である惑星の赤道面とほぼ同一である。これらの衛星の公転軌道の傾斜は対「ラプラス面で測られる。例外は地球の衛星である月で、その公転軌道は地球の赤道面ではなくほぼ黄道面に収まっている。
微惑星・小惑星・彗星などはそれらの誕生の経緯や近接する他の天体などの影響から大きく傾いているものもある。
そして太陽系は、天の川銀河の銀河面にあり銀河系の中心である銀河核の周りを約2.2億年余り（銀河年）をかけて一周している。太陽系の惑星の公転面は太陽の赤道面とほぼ同じであるが、太陽の自転軸は銀河面に対して67.23°と大きく傾いている。
| 分類            | 天体名   | 公転軌道面の傾き | 公転軌道面の傾き | 公転軌道面の傾き | 公転周期 （年） | 自転軸（赤道） 傾斜角 | 自転周期 （日） |
| 分類            | 天体名   | 軌道傾斜角       | 対太陽の赤道     | 対不変面         | 公転周期 （年） | 自転軸（赤道） 傾斜角 | 自転周期 （日） |
| --------------- | -------- | ---------------- | ---------------- | ---------------- | --------------- | --------------------- | --------------- |
| 地球型 岩石惑星 | 水星     | 7.01°            | 3.38°            | 6.34°            | 0.241           | 0.01°                 | 58.7            |
| 地球型 岩石惑星 | 金星     | 3.39°            | 3.86°            | 2.19°            | 0.615           | 177°                  | 243             |
| 地球型 岩石惑星 | 地球     | 0° 基準面        | 7.16°            | 1.57°            | 1.00            | 23.4°                 | 0.997           |
| 地球型 岩石惑星 | 火星     | 1.85°            | 5.65°            | 1.67°            | 1.88            | 25.2°                 | 1.03            |
| 木星型 天王星型 | 木星     | 1.31°            | 6.09°            | 0.32°            | 11.9            | 3.12°                 | 0.414           |
| 木星型 天王星型 | 土星     | 2.49°            | 5.51°            | 0.93°            | 29.5            | 26.7°                 | 0.426           |
| 木星型 天王星型 | 天王星   | 0.77°            | 6.48°            | 1.02°            | 84.0            | 97.8°                 | 0.718           |
| 木星型 天王星型 | 海王星   | 1.77°            | 6.43°            | 0.72°            | 165             | 28.3°                 | 0.671           |
| 準惑星 小惑星   | 冥王星   | 17.1°            | 11.9°            | 15.6°            | 248             | 120°                  | 6.39            |
| 準惑星 小惑星   | ケレス   | 10.6°            | —                | 9.20°            | 4.60            | 4°                    | 0.378           |
| 準惑星 小惑星   | パラス   | 35.1°            | —                | 34.4°            | 4.62            | 84°±5°                | 0.326           |
| 準惑星 小惑星   | ベスタ   | 7.14°            | —                | 5.56°            | 3.63            |                       | 0.223           |
| 衛星            | 月       | 5.15°            |                  |                  | 27.3日          | 6.69°                 | =公転           |
| 衛星            | ガニメデ | 0.195°           |                  |                  | 7.16日          | 0-0.33°               | =公転           |
| 衛星            | カリスト | 0.281°           |                  |                  | 16.7日          | 0°                    | =公転           |
| 衛星            | タイタン | 0.306°           |                  |                  | 15.9日          | 1.94°                 | =公転           |
| 恒星            | 太陽     | 該当せず         | 該当せず         | 該当せず         | 該当せず        | 7.25°                 | 27.3            |

## 地球上を回る人工衛星
公転といえば人工物ではなく自然から存在する天体の軌道を指すことが多いが、地球上を回る人工衛星の軌道も公転のひとつに含まれる。

## 公転の動画
- 公転の動画一覧表
- Prof Walter Lewin Circular Motion
- Sunrise To Sunset Aboard The ISS
- Newton revolving orbit e0.6 precession
- Аномалии
- Kepler-second-law
- Orbita da terra
- Orbits of Cruithne and Earth
- Аномалии
- Скорость небесного тела
- Newton revolving orbit e0.6 precession
- Moon Phase and Libration, 2013
- Moon Phase and Libration, from the Other Side - Farside Earth Moon 1080p30, 2015
- Phase and libration of the Moon at hourly intervals (2012)
- Polar orbit
- Iss
- 海王星の公転。
- 天王星の公転。

## 電磁気学
電荷同士の間に働く電磁気力も、重力と同様に強さが距離の逆二乗に比例する中心力なので、天体が重力によって公転するのと同様に荷電粒子同士も公転運動を行なう。例として、電子が原子核の周りを回る運動を公転と呼ぶ場合がある。